# Brachfeld Olivér
Brachfeld Olivér Ferenc (Budapest, 1908. február 18. – Münster/Quito, 1967. szeptember 2.) magyar irodalomtörténész, író, műfordító.

## Életpályája
Brachfeld Vilmos (1866–1941) divatáru-kereskedő és Latzkó Hermina fia. 1926-ban érettségizett a Budapesti Evangélikus Gimnáziumban. 1930-ban a Pázmány Péter Tudományegyetemen bölcsészdoktori diplomát szerzett. Közben a párizsi és a bécsi egyetemen is tanult. 1930-ban a barcelonai Katalán Egyetemen magántanári képesítést kapott. 1930–1938 között a barcelonai Katalán Egyetem magántanára és a párizsi Sorbonne, illetve a Müncheni Egyetem előadója volt. 1936–1938 között a barcelonai állami színház főigazgatójaként dolgozott. 1938–1941 között Párizsban, 1941–1944 között Spanyolországban élt. 1951-ben az Amerikai Művészeti Akadémia és a Venezuelai Nemzeti Történeti Akadémia tagja lett. 1951–1960 között a Caracasi és a Bogotai Egyetem nyilvános rendes tanára volt. 1960–1967 között a Münsteri Egyetem professzora volt.

### Munkássága
Irodalomtörténeti, nyelvészeti és nyelvpszichológiai kérdésekkel foglalkozott. A spanyolországi katalán irodalom története, a spanyol–magyar irodalom- és művelődéstörténeti kapcsolatok foglalkoztatták. Életrajzi monográfiát írt Jolántáról, II. András magyar király leányáról, I. Aragóniai Jakab király feleségéről, Szent Erzsébet testvéréről (Violante de Hungría, 1942; magyarul: 1993). Sokat tett a magyar irodalom spanyolországi és dél-amerikai megismertetéséért. Több spanyol nyelvű irodalomtörténeti mű szerzője és szerkesztője volt, s fontos műfordítói tevékenységet is végzett. Bródy Lili, Herczeg Ferenc, Hunyady Sándor, Karinthy Frigyes, Márai Sándor, Nyirő József, Németh Andor, Ráth-Végh István és Zilahy Lajos műveit fordította spanyolra. Magyarországon 1945 után nem publikált, valamint a Kádár-rendszerben nem adták ki munkáit, a magyar irodalomtörténeti művei és az 1956-os forradalommal kapcsolatos spanyol nyelven megjelent írásai miatt.

## Művei
- Magyar irodalomtörténet kínai nyelven (Literatura, 1929)
- Magyar vonatkozások a régi katalán irodalomban és a katalán népballadákban (Budapest, 1930)
- Irodalomtörténet és pszichoanalízis (Debreceni Szemle, 1931)
- Zur Individualpsychologie des Sprachenerlernens (Lipcse, 1932)
- Contra Maranon. Critica de suos teorias sexuales (Barcelona, 1933)
- Una familia hongarese a Catalunya el segle XIII (Barcelona, 1936)
- El examen de la inteligencía en los nínos (Gerona–Madrid, 1936)
- A párizsi sajtótudományi intézet (A Sajtó, 1937)
- Violante de Hungría (Barcelona, 1942; 2. kiadás: 1950; katalán nyelven: Violant d’Hongria. A fordítást ellenőrizte, a szöveget gondozta Brachfeld Péter, 1991; 2. kiadás: 2000)
- La vida de un escritor. Lajos Zilahy. Biografía y autobiografía (Barcelona, 1945)
- La reina mas olvidada de la historia (Barcelona, 1947)
- Los complejes de inferioridad de la mujer (Caracas–Barcelona, 1951; olaszul: Roma, 1952; angolul: Inferiority Feelings in the Invidiual and the Group. London, 1951)
- Las abejas. Tres narraciones en una (Barcelona, 1957)
- Historia de Hungria (Barcelona, 1957)
- Los sentimentos de inferiorad (Barcelona, 1970)
- Árpád-házi Jolánta, Aragónia királynéja. Fordította: Csikós Margit. Szerkesztette: Anderle Ádám, Zsoldos Sándor. (Szeged, 1993; 2. javított kiadás: 1994; 3. kiadás: 2001)
- Az egyén és a csoport kisebbértékűség-érzése. Tanulmányok. Vál., ford. Csorba János, a szöveget gondozta Bárány László. (Individuálpszichológiai Könyvtár. Veszprém, 2002)

## Műfordításai
- Márai Sándor: A la luz de los candelabros. A gyertyák csonkig égnek. (Barcelona, 1946; 2. kiadás: 1951)
- Zilahy Lajos: Algo flota sobre el agua. Valamit visz a víz (6. kiadás: Barcelona, 1947; új kiadás: 1976)
- Németh Andor: Reservado para una tertulia. Egy foglalt páholy története (Barcelona, 1948)
- Márai Sándor: Los celosos. A féltékenyek (Barcelona, 1949)
- Ráth-Végh István: Historía de la estupidez humana. Az emberi butaság története (Barcelona, 1950)
- Vaszary Gábor: Aventura a orillas del Sena. Szajnaparti kaland (Barcelona, 1950)
- Zilahy Lajos: El velero blanco. A fehérszárnyú vitorlás (2. kiadás: Barcelona, 1950)
- Németh Andor: Maria Teresia de Ausztria. Mária Terézia (Barcelona, 1952)
- Zilahy Lajos: Vida serena. Csendes élet (Barcelona, 1954)
- Zilahy Lajos: El desertor. A szökevény (Barcelona, 1954)
- Zilahy Lajos: El amor de un antepasado mio. Szépapám szerelme (Barcelona, 1954)
- Zilahy Lajos: Prímavera mortal. Halálos tavasz (Barcelona, 1959)
- Nyirő József: El Uz. Úz Bence (Barcelona, 1959)
- Zilahy Lajos: Las carceles del alma. Két fogoly (Barcelona, 1960)
- Karinthy Frigyes: Viaje en torno de mi craneo. Utazás a koponyám körül (Buenos Aires, 1961)
- Zilahy Lajos: El alma se apaga. A lélek kialszik (Barcelona, 1961)